# Pelegrí Clavé i Roqué

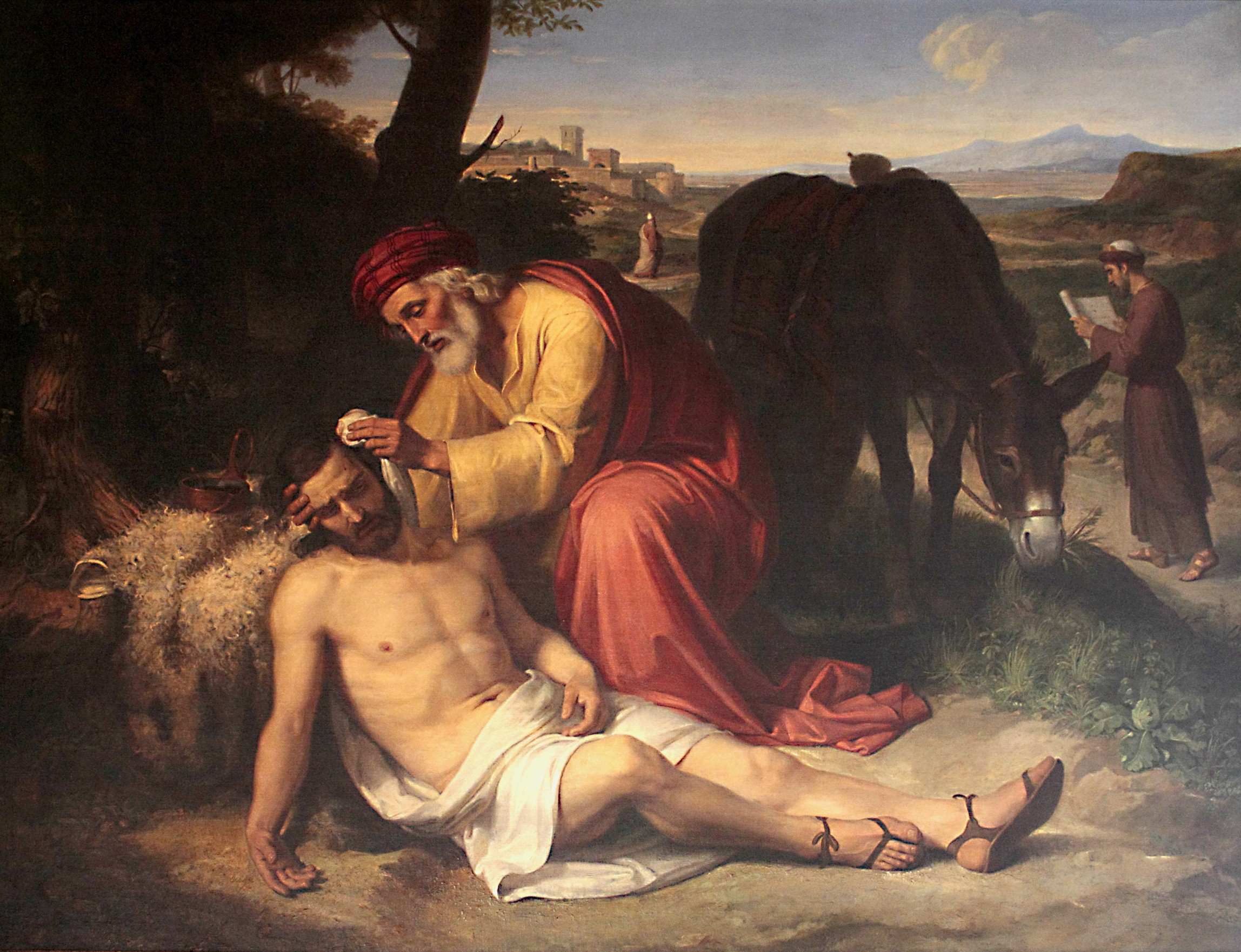
El bon samarità (1838), oli de Pelegrí Clavé i Roquer, Reial Acadèmia Catalana de Belles Arts de Sant Jordi (inv. 217)

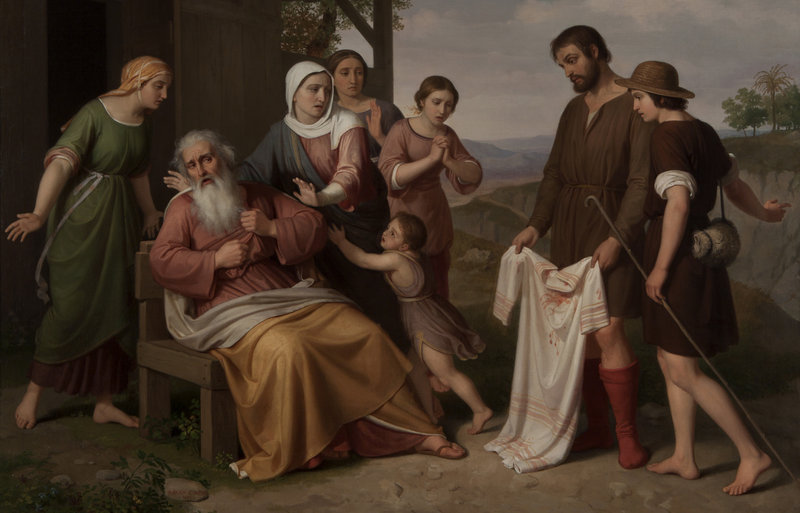
Jacob rep la túnica ensangonada del seu fill Josep, obra al Museu d'Art de Girona.

Pelegrí Clavé i Roqué (Barcelona, 17 de juny de 1811 - ídem, 13 de setembre de 1880) fou un pintor romàntic català que va residir durant molts anys a Mèxic.
Fill de Rafael Clavé i d'Eulàlia Roqué naturals de Barcelona. Es va casar amb Carme Arnou i Vargas.
Format a l'Escola de la Llotja de Barcelona (1822-1833), fou deixeble de Salvador Mayol, Rigalt i Planella. Durant els seus anys de formació va guanyar diversos premis trimestrals, anuals i extraordinaris. Va compartir aula amb artistes com Josep Arrau Barba i Claudi Lorenzale.
Fou un dels primers pensionats per la Junta de Comerç. El 21 d'abril de 1834 va marxar a estudiar a Roma amb el seu amic Manuel Vilar. A Roma van estudiar a l'Accademia di San Luca, i els seus mestres foren Tommaso Minardi, qui els formà en l'escola dels Natzarens, i Pietro Tenerani. També va seguir els pintors Friederich Overbeck i Peter Cornelius, alemanys establerts a itàlia. Durant aquesta època va aprofitar per visitar Marsella, Gènova, Florència, Pisa, Siena i Viterbo, i coneix Eugenio Landesio i Federico de Madrazo. El 1834 va exposar obra a Milà. Quan va finalitzar la seva beca, va decidir romandre a Roma per intentar guanyar-se la vida com a pintor professional.
L'encarregat de negocis de Mèxic a Itàlia va contractar Pelegrí Manuel Vilar per ocupar el càrrec de director de pintura i escultura, respectivament, de la Academia San Carlos. Varen signar el contracte el 4 de juliol i van marxar a viure a Mèxic el 18 d'agost, on Pelegrí va viure de 1846 al 1868.
Destacà com a retratista de l'alta societat mexicana de l'època romàntica, i feu algun important quadre d'història: La bogeria d'Isabel de Portugal (1856). Basant-se en els seus esbossos, els seus deixebles decoraren la cúpula del temple de la Profesa de la Ciutat de Mèxic (1867).
El 1868 tornà a Barcelona, on fou elegit membre numerari de l'ara anomenada Reial Acadèmia Catalana de Belles Arts de Sant Jordi, on es conserven algunes de les seves primeres obres, com El somni d'Elies (1837), El bon samarità (1839), etc. Fou nomenat membre del jurat per decidir els pensionats a Roma. El 1876 tria a Antoni Fabrés, qui anys més tard ocuparia el mateix lloc que ell va ocupar a l'Acadèmia mexicana.
Als seus darrers anys feu uns esbossos per a la decoració de la Basílica de la Mercè, que finalment no es van dur a terme.

## Obra representativa
- Retrat de Josep Valls i Nadal 1832, pastel sobre tela, 63 x 52 cm, Reial Acadèmia Catalana de Belles Arts de Sant Jordi (inv. 175)
- Salomó proclamat rei d'Israel a precs de Betsabé i per consell de Natan 1833, oli sobre tela, 117 x 156 cm, Reial Acadèmia Catalana de Belles Arts de Sant Jordi (inv. 356)
- Autoretrat de Pelegrí Clavé 1835, oli sobre tela, 36 × 24 cm, Museu Nacional d'Art de Catalunya, Barcelona
- Còpia d'un Eccehomo de Guercino 1835, oli sobre tela, 62 x 49 cm, Reial Acadèmia Catalana de Belles Arts de Sant Jordi (inv. 216)
- El somni d'Elies 1837, oli sobre tela, 129 x 151 cm, Reial Acadèmia Catalana de Belles Arts de Sant Jordi (inv. 276)
- El bon samarità 1838, oli sobre tela, 187 x 241 cm, Reial Acadèmia Catalana de Belles Arts de Sant Jordi (inv. 217)
- Retrat d'Ana García Icazbalceta, esposa de l'arquitecte de la Hidalga 1851, oli sobre tela, 136 × 104 cm, Museu Nacional de San Carlos, Mèxic
- Retrat d'Ana Phillips 1850, oli sobre tela, 80 × 68 cm, Museu Nacional de San Carlos, Mèxic
- Retrat d'Andrés Quintana Roo 1851, oli sobre tela, × cm, Museu Nacional de San Carlos, Mèxic
- Retrat de l'arquitecte Lorenzo de la Hidalga 1851, oli sobre tela, 136 × 104 cm, Museu Nacional de San Carlos, Mèxic